# The Bad Girls Club
The Bad Girls Club o El Club de las Chicas Malas es un programa de telerrealidad estadounidense emitido por la cadena de televisión Oxygen. El show se centra en los altercados protagonizados por siete chicas con diversas patologías psicológicas y con tendencia a la agresividad física y a conductas autodestructivas. El elenco convive dentro y fuera de una mansión durante tres meses.

## Fechas de transmisión y lugares
| Temporada | Inicio                   | Final                   | N°Bad Girls (incluyendo reemplazos) | Localización            |
| --------- | ------------------------ | ----------------------- | ----------------------------------- | ----------------------- |
| 1         | 5 de diciembre de 2006   | 24 de abril de 2007     | 10                                  | Los Ángeles, California |
| 2         | 4 de diciembre de 2007   | 13 de mayo de 2008      | 8                                   | Los Ángeles, California |
| 3         | 2 de diciembre de 2008   | 24 de marzo de 2009     | 8                                   | Los Ángeles, California |
| 4         | 1 de diciembre de 2009   | 9 de marzo de 2010      | 8                                   | Los Ángeles, California |
| 5         | 3 de agosto de 2010      | 23 de noviembre de 2010 | 10                                  | Miami, Florida          |
| 6         | 10 de enero de 2011      | 9 de mayo de 2011       | 10                                  | Los Ángeles, California |
| 7         | 1 de agosto de 2011      | 31 de octubre de 2011   | 8                                   | Nueva Orleans, Luisiana |
| 8         | 23 de enero de 2012      | 23 de abril de 2012     | 10                                  | Las Vegas               |
| 9         | 9 de julio de 2012       | 15 de octubre de 2012   | 10                                  | Cabo San Lucas          |
| 10        | 15 de enero de 2013      | 23 de abril de 2013     | 10                                  | Atlanta, Georgia        |
| 11        | 13 de agosto de 2013     | 17 de diciembre de 2013 | 13                                  | Miami                   |
| 12        | 13 de mayo de 2014       | 12 de agosto de 2014    | 10                                  | Chicago                 |
| 13        | 7 de octubre de 2014     | 9 de diciembre de 2014  | 10                                  | Los Ángeles, California |
| 14        | 11 de agosto de 2015     | 3 de noviembre de 2015  | 11                                  | Los Ángeles, California |
| 15        | 15 de marzo de 2016      | 7 de junio de 2016      | 16                                  | Los Ángeles, California |
| 16        | 20 de septiembre de 2016 | 13 de diciembre de 2016 | 11                                  | Los Ángeles, California |
| 17        | 14 de febrero de 2017    | 2 de mayo de 2017       | 8                                   | Los Ángeles, California |

## Temporada 1 (2006-2007)

### Bad Girls Originales
| Bad Girl                 | Edad | Procedencia                |
| ------------------------ | ---- | -------------------------- |
| Aimee Lhandi             | 24   | Philadelphia, Pennsylvania |
| Jodie Howell             | 29   | Baltimore, Maryland        |
| Kerry Harvick            | 31   | Nashville, Tennessee       |
| Leslie Ramsue            | 24   | Atlanta, Georgia           |
| Hripsime "Ripsi" Terzian | 23   | Watertown, Massachusetts   |
| Tyla "Ty" Colliers       | 25   | Atlanta, Georgia           |
| Zara Sprankle            | 22   | Upstate, New York          |

### Bad Girls Reemplazo
| Bad Girl                | Edad | Procedencia                    | Reemplazo de |
| ----------------------- | ---- | ------------------------------ | ------------ |
| DeAnn Witt              | 24   | Dallas, Texas                  | "Ripsi"      |
| Joanna "JoJo" Hernández | 23   | Sacramento, California         | "Ty"         |
| Andrea Laing            | 26   | High Point, Carolina del Norte | Leslie       |

#### Duración de las Bad Girls
| Bad Girl | Episodios | Episodios | Episodios | Episodios | Episodios | Episodios | Episodios | Episodios | Episodios | Episodios | Episodios | Episodios | Episodios | Episodios | Episodios | Episodios | Episodios | Episodios | Episodios | Episodios | Episodios | Episodios | Episodios |
| Bad Girl | 1         | 2         | 3         | 4         | 5         | 6         | 7         | 8         | 9         | 10        | 11        | 12        | 13        | 14        | 15        | 16        | 17        | 18        | 19        | 20        | 21        |           |           |
| -------- | --------- | --------- | --------- | --------- | --------- | --------- | --------- | --------- | --------- | --------- | --------- | --------- | --------- | --------- | --------- | --------- | --------- | --------- | --------- | --------- | --------- | --------- | --------- |
| Aimee    |           |           |           |           |           |           |           |           |           |           |           |           |           |           |           |           |           |           |           |           |           |           |           |
| Kerry    |           |           |           |           |           |           |           |           |           |           |           |           |           |           |           |           |           |           |           |           |           |           |           |
| Zara     |           |           |           |           |           |           |           |           |           |           |           |           |           |           |           |           |           |           |           |           |           |           |           |
| DeAnn    |           |           |           |           |           |           |           |           |           |           |           |           |           |           |           |           |           |           |           |           |           |           |           |
| Joanna   |           |           |           |           |           |           |           |           |           |           |           |           |           |           |           |           |           |           |           |           |           |           |           |
| Andrea   |           |           |           |           |           |           |           |           |           |           |           |           |           |           |           |           |           |           |           |           |           |           |           |
| Jodie    |           |           |           |           |           |           |           |           |           |           |           |           |           |           |           |           |           |           |           |           |           |           |           |
| Leslie   |           |           |           |           |           |           |           |           |           |           |           |           |           |           |           |           |           |           |           |           |           |           |           |
| Ty       |           |           |           |           |           |           |           |           |           |           |           |           |           |           |           |           |           |           |           |           |           |           |           |
| Ripsi    |           |           |           |           |           |           |           |           |           |           |           |           |           |           |           |           |           |           |           |           |           |           |           |

Notas
     = "Bad Girl" aparece en este episodio.
     = "Bad Girl" llega como reemplazo.
     = "Bad Girl" deja la casa voluntariamente.
     = "Bad Girl" es expulsada de la casa

## Temporada 2 (2007-2008)

### Bad Girls Originales
| Bad Girl               | Edad | Procedencia              |
| ---------------------- | ---- | ------------------------ |
| Cordelia Carlisle      | 22   | Wallingford, Connecticut |
| Darlen Escobar         | 24   | Austin, Texas            |
| Hanna Thompson         | 22   | Brooklyn, Nueva York     |
| Jennavecia Russo       | 26   | Las Vegas, Nevada        |
| Melissa "Lyric" Greene | 22   | Phoenix, Arizona         |
| Neveen Ismail          | 24   | Portland, Oregón         |
| Tanisha Thomas         | 21   | Brooklyn, Nueva York     |

### Bad Girl Reemplazo
| Bad Girl        | Edad | Procedencia      | Reemplazo de |
| --------------- | ---- | ---------------- | ------------ |
| Andrea Sharples | 22   | Portland, Oregón | "Lyric"      |

#### Duración de las Bad Girls
| Bad Girl   | Episodios | Episodios | Episodios | Episodios | Episodios | Episodios | Episodios | Episodios | Episodios | Episodios | Episodios | Episodios | Episodios | Episodios | Episodios | Episodios | Episodios | Episodios | Episodios | Episodios | Episodios | Episodios | Episodios |
| Bad Girl   | 1         | 2         | 3         | 4         | 5         | 6         | 7         | 8         | 9         | 10        | 11        | 12        | 13        | 14        | 15        | 16        | 17        | 18        | 19        | 20        | 21        | 22        | 23        |
| ---------- | --------- | --------- | --------- | --------- | --------- | --------- | --------- | --------- | --------- | --------- | --------- | --------- | --------- | --------- | --------- | --------- | --------- | --------- | --------- | --------- | --------- | --------- | --------- |
| Cordelia   |           |           |           |           |           |           |           |           |           |           |           |           |           |           |           |           |           |           |           |           |           |           |           |
| Darlen     |           |           |           |           |           |           |           |           |           |           |           |           |           |           |           |           |           |           |           |           |           |           |           |
| Hanna      |           |           |           |           |           |           |           |           |           |           |           |           |           |           |           |           |           |           |           |           |           |           |           |
| Neveen     |           |           |           |           |           |           |           |           |           |           |           |           |           |           |           |           |           |           |           |           |           |           |           |
| Tanisha    |           |           |           |           |           |           |           |           |           |           |           |           |           |           |           |           |           |           |           |           |           |           |           |
| Andrea     |           |           |           |           |           |           |           |           |           |           |           |           |           |           |           |           |           |           |           |           |           |           |           |
| Jennavecia |           |           |           |           |           |           |           |           |           |           |           |           |           |           |           |           |           |           |           |           |           |           |           |
| Lyric      |           |           |           |           |           |           |           |           |           |           |           |           |           |           |           |           |           |           |           |           |           |           |           |

Notas
     = "Bad Girl" aparece en este episodio.
     = "Bad Girl" llega como reemplazo.
     = "Bad Girl" deja la casa voluntariamente.
     = "Bad Girl" se ve obligada a dejar la casa.

## Temporada 3 (2008-2009)

### Bad Girls Originales
| Bad Girl               | Edad | Procedencia             |
| ---------------------- | ---- | ----------------------- |
| Ailea Carr             | 21   | Buford, Georgia         |
| Amber Buhl             | 23   | Pittsburgh, Pensilvania |
| Amber "Cookie" Meade   | 25   | Montevideo, Minnesota   |
| Kayla "KC" Carter      | 23   | Compton, California     |
| Sarah Michaels         | 23   | Milwaukee, Wisconsin    |
| Tiffany Torrence-Davis | 24   | Chicago, Illinois       |
| Whitney Collings       | 21   | Boston, Massachusetts   |

### Bad Girls Reemplazo
| Bad Girl      | Edad | Procedencia         | Reemplazo de |
| ------------- | ---- | ------------------- | ------------ |
| Ashley Weaver | 21   | Seattle, Washington | Kayla        |

#### Duración de Bad Girls
| Amber B. |
| Sarah    |
| Tiffany  |
| Amber M. |
| Ashley   |
| Ailea    |
| Whitney  |
| Kayla    |

Notas
     = "Bad Girl" aparece en este episodio.
     = "Bad" Girl aparece en este episodio como visita.
     = "Bad Girl" llega como reemplazo.
     = "Bad Girl" deja la casa voluntariamente.
     = "Bad Girl" deja la casa temporalmente.
     = "Bad Girl" vuelve a la casa.
     = "Bad Girl" es expulsada de la casa.
     = "Bad Girl" es expulsada de la casa por sus compañeras.

## Temporada 4 (2009-2010)

### Bad Girls Originales
| Bad Girl           | Edad | Procedencia                     |
| ------------------ | ---- | ------------------------------- |
| Amber McWha        | 23   | Morgantown, Virginia Occidental |
| Annie Andersen     | 25   | Los Ángeles, California         |
| Florina "Flo" Kaja | 26   | Staten Island, Nueva York       |
| Kate Squillace     | 23   | Boston, Massachusetts           |
| Kendra James       | 22   | Charlotte, Carolina del Norte   |
| Natalie Nunn       | 24   | Oakland, California             |
| Portia Beaman      | 24   | Kansas City, Misuri             |

### Bad Girl Reemplazo
| Bad Girl    | Edad | Procedencia          | Reemplazo |
| ----------- | ---- | -------------------- | --------- |
| Lexie Woltz | 21   | Belleville, Illinois | Portia    |

#### Duración de Bad Girls
| Bad Girl | Episodios | Episodios | Episodios | Episodios | Episodios | Episodios | Episodios | Episodios | Episodios | Episodios | Episodios | Episodios | Episodios |
| Bad Girl | 1         | 2         | 3         | 4         | 5         | 6         | 7         | 8         | 9         | 10        | 11        | 12        | 13        |
| -------- | --------- | --------- | --------- | --------- | --------- | --------- | --------- | --------- | --------- | --------- | --------- | --------- | --------- |
| Amber    |           |           |           |           |           |           |           |           |           |           |           |           |           |
| Annie    |           |           |           |           |           |           |           |           |           |           |           |           |           |
| Kendra   |           |           |           |           |           |           |           |           |           |           |           |           |           |
| Lexie    |           |           |           |           |           |           |           |           |           |           |           |           |           |
| Kate     |           |           |           |           |           |           |           |           |           |           |           |           |           |
| Natalie  |           |           |           |           |           |           |           |           |           |           |           |           |           |
| Florina  |           |           |           |           |           |           |           |           |           |           |           |           |           |
| Portia   |           |           |           |           |           |           |           |           |           |           |           |           |           |

Notas
     = "Bad Girl" aparece en este episodio.
     = "Bad" Girl aparece en este episodio como visita.
     = "Bad Girl" llaga como reemplazo.
     = "Bad Girl" deja la casa voluntariamente.
     = "Bad Girl" es removida de la casa.

## Temporada 5 (2010)

### Bad Girls Originales
| Bad Girl                 | Edad | Procedencia                |
| ------------------------ | ---- | -------------------------- |
| Brandi "Venus" Arceneaux | 26   | Inglewood, California      |
| Catya "Cat" Washington   | 24   | Philadelphia, Pennsylvania |
| Danielle Rosario         | 21   | Massapequa, New York       |
| Erica Langston           | 25   | Anaheim, California        |
| Kristen Guinane          | 23   | Boston, Massachusetts      |
| Lea Beaulieu             | 22   | Miami, Florida             |
| Morgan Osman             | 21   | Miami, Florida             |

### Bad Girls de Reemplazo
| Bad Girl                  | Edad | Procedencia               | Reemplazo de |
| ------------------------- | ---- | ------------------------- | ------------ |
| Kayleigh Severn           | 22   | San Diego, California     | Morgan       |
| Ashley Cheatham           | 21   | Houston, Texas            | Catya        |
| Christina "Teeny" Hopkins | 22   | Staten Island, Nueva York | Kayleigh     |

#### Duración de las Bad Girls
| Lea       |
| Erica     |
| Ashley    |
| Christina |
| Kristen   |
| Brandi    |
| Danielle  |
| Kayleigh  |
| Catya     |
| Morgan    |

Notas
     = "Bad Girl" aparece en este episodio.
     = "Bad Girl" llegó como reemplazo.
     = "Bad" Girl aparece como en este episodios como visita.
     = "Bad Girl" deja la casa voluntariamente.
     = "Bad Girl" es expulsada de la casa.
     = "Bad Girl" se ve obligada a dejar la casa.

## Temporada 6 (2011)

### Bad Girls Originales
| Bad Girl                | Edad | Procedencia             |
| ----------------------- | ---- | ----------------------- |
| Charmaine "Char" Warren | 27   | Chicago, Illinois       |
| Jade Bennett            | 22   | Milwaukee, Wisconsin    |
| Jessica Rodriguez       | 22   | Chicago, Illinois       |
| Kori Koether            | 21   | Phoenix, Arizona        |
| Lauren Spears           | 21   | Lexington, Kentucky     |
| Nicole "Nikki" Galladay | 22   | Annandale, Nueva Jersey |
| Sydney Steinfeldt       | 21   | Dallas, Texas           |

### Bad Girls de Reemplazo
| Bad Girl              | Edad | Procedencia                     | Reemplazo de |
| --------------------- | ---- | ------------------------------- | ------------ |
| Ashley King           | 21   | Norfolk, Virginia               | Jade         |
| Jennifer Buonagurio   | 21   | Condado de Bergen, Nueva Jersey | Sydney       |
| Wilmarie "Wilma" Sena | 27   | Passaic, Nueva Jersey           | Ashley       |

#### Duración de las Bad Girls
| Char     |
| Kori     |
| Lauren   |
| Jessica  |
| Nikki    |
| Wilmarie |
| Jennifer |
| Ashley   |
| Sydney   |
| Jade     |

Notas
     = "Bad Girl" aparece en este episodio.
     = "Bad" Girl aparece en este episodio como visita.
     = "Bad Girl" llega como reemplazo.
     = "Bad Girl" regresa a la casa y se va en el mismo episodio.
     = "Bad Girl" deja la casa temporalmente.
     = "Bad Girl" deja la casa voluntariamente.
     = "Bad Girl" es expulsada de la casa.

## Temporada 7 (2011)

### Bad Girls Originales
| Bad Girl                  | Edad | Procedencia                  |
| ------------------------- | ---- | ---------------------------- |
| Angelic "Angie" Castillo  | 21   | Bronx, Nueva York            |
| Judi Jackson              | 21   | Chicago, Illinois            |
| Nastasia "Stasi" Townsend | 23   | Huntington Beach, California |
| Priscilla Mennella        | 25   | Staten Island, Nueva York    |
| Shelly Hickman            | 23   | St. Louis, Missouri          |
| Tasha Malek               | 23   | Miami, Florida               |
| Tiara Hodge               | 23   | Gary, Indiana                |

### Bad Girl Reemplazo
| Bad Girl       | Edad | Procedencia   | Reemplazo |
| -------------- | ---- | ------------- | --------- |
| Cheyenne Evans | 22   | Austin, Texas | Priscilla |

#### Duración de Bad Girls
| Bad Girl  | Episodios | Episodios | Episodios | Episodios | Episodios | Episodios | Episodios | Episodios | Episodios | Episodios | Episodios | Episodios | Episodios |
| Bad Girl  | 1         | 2         | 3         | 4         | 5         | 6         | 7         | 8         | 9         | 10        | 11        | 12        | 13        |
| --------- | --------- | --------- | --------- | --------- | --------- | --------- | --------- | --------- | --------- | --------- | --------- | --------- | --------- |
| Angie     |           |           |           |           |           |           |           |           |           |           |           |           |           |
| Judi      |           |           |           |           |           |           |           |           |           |           |           |           |           |
| Shelly    |           |           |           |           |           |           |           |           |           |           |           |           |           |
| Tiara     |           |           |           |           |           |           |           |           |           |           |           |           |           |
| Nastasia  |           |           |           |           |           |           |           |           |           |           |           |           |           |
| Cheyenne  |           |           |           |           |           |           |           |           |           |           |           |           |           |
| Tasha     |           |           |           |           |           |           |           |           |           |           |           |           |           |
| Priscilla |           |           |           |           |           |           |           |           |           |           |           |           |           |

Notas
     = "Bad Girl" aparece en este episodio.
     = "Bad" Girl aparece en este episodio como visita.
     = "Bad Girl" llaga como reemplazo.
     = "Bad Girl" deja la casa voluntariamente.
     = "Bad Girl" es removida de la casa.

## Temporada 8 (2012)

### Bad Girls Originales
| Bad Girl                 | Edad | Procedencia             |
| ------------------------ | ---- | ----------------------- |
| Amy Cieslowski           | 23   | Chicago, Illinois       |
| Danielle "Danni" Victor  | 23   | Methuen, Massachusetts  |
| Demitra "Mimi" Roche     | 25   | Miami, Florida          |
| Erica "Venetia" Figueroa | 23   | Atlanta, Georgia        |
| Gabrielle "Gabbi" Victor | 23   | Methuen, Massachussetts |
| Gia Sapp-Hernandez       | 22   | Newark, Delaware        |
| Jenna Russo              | 24   | Long Island, New York   |

### Bad Girls de Reemplazo
| Bad Girl           | Edad | Procedencia            | Reemplazo de |
| ------------------ | ---- | ---------------------- | ------------ |
| Elease Donovan     | 24   | Miami, Florida         | Jenna        |
| Christine Moon     | 23   | Nashville, Tennessee   | Gabrielle    |
| Camilla Poindexter | 24   | Long Beach, California | Danielle     |

#### Duración de las Bad Girls
| Amy       |
| Erica     |
| Gia       |
| Demitra   |
| Elease    |
| Camilla   |
| Christine |
| Danielle  |
| Gabrielle |
| Jenna     |

Notas
     = "Bad Girl" aparece en este episodio.
     = "Bad" Girl aparece en este episodio como visita.
     = "Bad Girl" llega como reemplazo.
     = "Bad Girl" regresa a la casa y se va en el mismo episodio.
     = "Bad Girl" deja la casa temporalmente.
     = "Bad Girl" deja la casa voluntariamente.
     = "Bad Girl" es expulsada de la casa.

## Temporada 9 (2012)

### Bad Girls Originales
| Bad Girl                | Edad | Procedencia             |
| ----------------------- | ---- | ----------------------- |
| Ashley Dye              | 21   | Barttlet, Illinois      |
| Christina Salgado       | 21   | Jersey City, New Jersey |
| Erika Jordan            | 23   | Chicago, Illinois       |
| Falen Ghirmai           | 25   | Springfield, Virginia   |
| Julie Ofcharsky         | 23   | Boston, Massachusetts   |
| Mehgan James            | 21   | Houston, Texas          |
| Rimanelli "Rima" Mellal | 22   | Chicago, Illinois       |

### Bad Girls de Reemplazo
| Bad Girl               | Edad | Procedencia           | Reemplazo de |
| ---------------------- | ---- | --------------------- | ------------ |
| Andrea "Drea" Jones    | 27   | Long Island, New York | Erika        |
| Zayden Ramos           | 28   | Tampa, Florida        | Christina    |
| Natasha "Tasha" Smooth | 21   | Monroe, Nueva York    | Mehgan       |

#### Duración de las Bad Girls
| Ashley    |
| Falen     |
| Julie     |
| Rima      |
| Zuly      |
| Natasha   |
| Andrea    |
| Mehgan    |
| Christina |
| Erika     |

Notas
     = "Bad Girl" aparece en este episodio.
     = "Bad Girl" llegó como reemplazo.
     = "Bad" Girl aparece como en este episodios como visita.
     = "Bad Girl" deja la casa voluntariamente.
     = "Bad Girl" es expulsada de la casa.

## Temporada 10 (2013)

### Bad Girls Originales
| Bad Girl              | Edad | Procedencia           |
| --------------------- | ---- | --------------------- |
| Alicia Saaman         | 24   | Chicago, Illinois     |
| Janae Bradford        | 23   | Houston, Texas        |
| Nicole "Nicky" Vargas | 22   | Fort Lee, New Jersey  |
| Paula Hellens         | 25   | Chicago, Illinois     |
| Shannon Sarich        | 23   | Portland, Oregon      |
| Stephanie George      | 21   | Harlem, New York      |
| Valentina Anyanwu     | 22   | Hyattsville, Maryland |

### Bad Girls de Reemplazo
| Bad Girl                  | Edad | Procedencia                | Reemplazo de |
| ------------------------- | ---- | -------------------------- | ------------ |
| Jenniffer "Jenn" Hardwick | 21   | San Bernardino, California | Janae        |
| Raquel "Rocky" Santiago   | 21   | Pine Grove, California     | Nicole       |
| Nancy Denise              | 22   | Memphis, Tennessee         | Jenniffer    |

#### Duración de las Bad Girls
| Bad Girl  | Episodes | Episodes | Episodes | Episodes | Episodes | Episodes | Episodes | Episodes | Episodes | Episodes | Episodes | Episodes | Episodes | Episodes | Episodes |
| Bad Girl  | 1        | 2        | 3        | 4        | 5        | 6        | 7        | 8        | 9        | 10       | 11       | 12       | 13       | 14       |          |
| --------- | -------- | -------- | -------- | -------- | -------- | -------- | -------- | -------- | -------- | -------- | -------- | -------- | -------- | -------- | -------- |
| Paula     |          |          |          |          |          |          |          |          |          |          |          |          |          |          |          |
| Shannon   |          |          |          |          |          |          |          |          |          |          |          |          |          |          |          |
| Stephanie |          |          |          |          |          |          |          |          |          |          |          |          |          |          |          |
| Valentina |          |          |          |          |          |          |          |          |          |          |          |          |          |          |          |
| Rocky     |          |          |          |          |          |          |          |          |          |          |          |          |          |          |          |
| Nancy     |          |          |          |          |          |          |          |          |          |          |          |          |          |          |          |
| Alicia    |          |          |          |          |          |          |          |          |          |          |          |          |          |          |          |
| Jenniffer |          |          |          |          |          |          |          |          |          |          |          |          |          |          |          |
| Nicole    |          |          |          |          |          |          |          |          |          |          |          |          |          |          |          |
| Janae     |          |          |          |          |          |          |          |          |          |          |          |          |          |          |          |

Notas
     = "Bad Girl" aparece en este episodio.
     = "Bad Girl" llegó como reemplazo.
     = "Bad" Girl aparece como en este episodios como visita.
     = "Bad Girl" deja la casa voluntariamente.
     = "Bad Girl" es expulsada de la casa.

## Temporada 11 (2013)

### Bad Girls Originales
| Bad Girl            | Edad | Procedencia             |
| ------------------- | ---- | ----------------------- |
| JazMone Adams       | 22   | Los Angeles, California |
| Milyn "Mimi" Jensen | 24   | Los Angeles, California |
| Sarah Oliver        | 27   | Riverdale, Georgia      |
| Stephanie Rivera    | 21   | New Haven, Connecticut  |
| Teresa Bordeaux     | 22   | Newark, Ohio            |
| Tess Mett           | 21   | Louisville, Kentucky    |
| Tiana Small         | 21   | Harlem, New York        |

### Bad Girls de Reemplazo
| Bad Girl                 | Edad | Procedencia        | Reemplazo de |
| ------------------------ | ---- | ------------------ | ------------ |
| Gina "GiGi" Lopez        | 23   | Brooklyn, New York | Tess         |
| Janelle Shanks           | 22   | Houston, Texas     | Milyn        |
| Shanae Thomas            | 21   | Atlanta, Georgia   | Sarah        |
| Andrea Bowman            | 21   | Wichita, Kansas    | Teresa       |
| Mercedies "Benze" Webber | 24   | Brooklyn, New York | Janelle      |
| Hailey Wade              | 21   | Spring, Texas      | Shanae       |

#### Duración de las Bad Girls
| Bad Girl  | Episodes | Episodes | Episodes | Episodes | Episodes | Episodes | Episodes | Episodes | Episodes | Episodes | Episodes | Episodes | Episodes | Episodes | Episodes |
| Bad Girl  | 1        | 2        | 3        | 4        | 5        | 6        | 7        | 8        | 9        | 10       | 11       | 12       | 13       | 14       |          |
| --------- | -------- | -------- | -------- | -------- | -------- | -------- | -------- | -------- | -------- | -------- | -------- | -------- | -------- | -------- | -------- |
| JazMone   |          |          |          |          |          |          |          |          |          |          |          |          |          |          |          |
| Stephanie |          |          |          |          |          |          |          |          |          |          |          |          |          |          |          |
| Tiana     |          |          |          |          |          |          |          |          |          |          |          |          |          |          |          |
| GiGi      |          |          |          |          |          |          |          |          |          |          |          |          |          |          |          |
| Benze     |          |          |          |          |          |          |          |          |          |          |          |          |          |          |          |
| Hailey    |          |          |          |          |          |          |          |          |          |          |          |          |          |          |          |
| Andrea    |          |          |          |          |          |          |          |          |          |          |          |          |          |          |          |
| Shanae    |          |          |          |          |          |          |          |          |          |          |          |          |          |          |          |
| Janelle   |          |          |          |          |          |          |          |          |          |          |          |          |          |          |          |
| Teresa    |          |          |          |          |          |          |          |          |          |          |          |          |          |          |          |
| Sarah     |          |          |          |          |          |          |          |          |          |          |          |          |          |          |          |
| Mimi      |          |          |          |          |          |          |          |          |          |          |          |          |          |          |          |
| Tess      |          |          |          |          |          |          |          |          |          |          |          |          |          |          |          |

Notas
     = "Bad Girl" aparece en este episodio.
     = "Bad Girl" llegó como reemplazo.
     = "Bad" Girl aparece como en este episodios como visita.
     = "Bad Girl" deja la casa voluntariamente.
     = "Bad Girl" es expulsada de la casa.

## Temporada 12 (2014)

### Bad Girls Originales
| Bad Girl                 | Edad | Procedencia              |
| ------------------------ | ---- | ------------------------ |
| Alexandria "Slim" Rice   | 22   | Sherwood, Wisconsin      |
| Alyssa "Redd" Carswell   | 24   | Fort Lauderdale, Florida |
| Brittany "Britt" Britton | 24   | Louisville, Kentucky     |
| Jada Cacchilli           | 28   | Jamaica, Nueva York      |
| Jonica "Blu" Booth       | 25   | San Luis, Misuri         |
| Linsey Jade †            | 21   | Brooklyn, Nueva York     |
| Loren "Lo" Jordan        | 23   | Mobile, Alabama          |

### Bad Girls de Reemplazo
| Bad Girl       | Edad | Procedencia       | Reemplazo de |
| -------------- | ---- | ----------------- | ------------ |
| Aysia Garza    | 22   | Houston, Texas    | Linsey †     |
| Dalila Ortiz   | 26   | Chicago, Illinois | "Redd"       |
| Raesha Clanton | 23   | Mobile, Alabama   | Brittany     |

#### Duración de las Bad Girls
| Bad Girl | Episodios | Episodios | Episodios | Episodios | Episodios | Episodios | Episodios | Episodios | Episodios | Episodios | Episodios | Episodios | Episodios | Episodios | Episodios |
| Bad Girl | 1         | 2         | 3         | 4         | 5         | 6         | 7         | 8         | 9         | 10        | 11        | 12        | 13        | 14        |           |
| -------- | --------- | --------- | --------- | --------- | --------- | --------- | --------- | --------- | --------- | --------- | --------- | --------- | --------- | --------- | --------- |
| Blu      |           |           |           |           |           |           |           |           |           |           |           |           |           |           |           |
| Jada     |           |           |           |           |           |           |           |           |           |           |           |           |           |           |           |
| Loren    |           |           |           |           |           |           |           |           |           |           |           |           |           |           |           |
| Aysia    |           |           |           |           |           |           |           |           |           |           |           |           |           |           |           |
| Raesha   |           |           |           |           |           |           |           |           |           |           |           |           |           |           |           |
| Alex     |           |           |           |           |           |           |           |           |           |           |           |           |           |           |           |
| Dalila   |           |           |           |           |           |           |           |           |           |           |           |           |           |           |           |
| Britt    |           |           |           |           |           |           |           |           |           |           |           |           |           |           |           |
| Redd     |           |           |           |           |           |           |           |           |           |           |           |           |           |           |           |
| Linsey   |           |           |           |           |           |           |           |           |           |           |           |           |           |           |           |

Notas
     = "Bad Girl" apareces en este episodio.
     = "Bad Girl" llega como reemplazo
     = "Bad Girl" deja la casa voluntariamente.
     = "Bad Girl" es expulsada de la casa.

## Temporada 13 (2014)

### Bad Girls Originales
| Bad Girl                | Edad | Procedencia              | Temporada Original    |
| ----------------------- | ---- | ------------------------ | --------------------- |
| Alyssa "Redd" Carswell  | 25   | Fort Lauderdale, Florida | Season 12: Chicago    |
| Camilla Poindexter      | 27   | Long Beach, California   | Season 8: Las Vegas   |
| Danielle "Danni" Victor | 26   | Methuen, Massachusetts   | Season 8: Las Vegas   |
| Jada Cacchilli          | 28   | Queens, New York         | Season 12: Chicago    |
| Judi Jai                | 25   | Chicago, Illinois        | Season 7: New Orleans |
| Julie Ofcharsky         | 25   | Boston, Massachusetts    | Season 9: México      |
| Natalie Nunn            | 29   | Oakland, California      | Season 4: Los Angeles |
| Raquel "Rocky" Santiago | 23   | Pine Grove, California   | Season 10: Atlanta    |
| Sarah Oliver            | 29   | Riverdale, Georgia       | Season 11: Miami      |

### Bad Girls de Reemplazo
| Bad Girl                | Edad | Procedencia       | Temporada Original | Reemplazo de |
| ----------------------- | ---- | ----------------- | ------------------ | ------------ |
| Rimanelli "Rima" Mellal | 24   | Chicago, Illinois | Season 9: México   | Natalie      |

#### Duración De las Bad Girls
| Bad Girl | Episodios | Episodios | Episodios | Episodios | Episodios | Episodios | Episodios | Episodios | Episodios | Episodios |
| Bad Girl | 1         | 2         | 3         | 4         | 5         | 6         | 7         | 8         | 9         | 10        |
| -------- | --------- | --------- | --------- | --------- | --------- | --------- | --------- | --------- | --------- | --------- |
| Camilla  |           |           |           |           |           |           |           |           |           |           |
| Danni    |           |           |           |           |           |           |           |           |           |           |
| Julie    |           |           |           |           |           |           |           |           |           |           |
| Rocky    |           |           |           |           |           |           |           |           |           |           |
| Sarah    |           |           |           |           |           |           |           |           |           |           |
| Rima     |           |           |           |           |           |           |           |           |           |           |
| Jada     |           |           |           |           |           |           |           |           |           |           |
| Judi     |           |           |           |           |           |           |           |           |           |           |
| Redd     |           |           |           |           |           |           |           |           |           |           |
| Natalie  |           |           |           |           |           |           |           |           |           |           |

Notas
     = "Bad Girl" aparece en este episodio.
     = "Bad Girl" llegan como reemplazo.
     = "Bad Girl" deja la casa voluntariamente.
     = "Bad Girl" es expulsada de la casa.

## Temporada 14 (2015)

### Bad Girls Originales
| Bad Girl                | Edad | Procedencia             |
| ----------------------- | ---- | ----------------------- |
| Christina "Tina" Aviles | 22   | Queens, New York        |
| Jasmine Carter          | 21   | Chicago, Illinois       |
| Jelaminah "Jela" Lanier | 25   | Houston, Texas          |
| Kathryn "Kat" Florek    | 23   | Zion, Illinois          |
| Lauren Lewis            | 23   | Covington, Georgia      |
| Shannade Clermont       | 20   | New York City, New York |
| Shannon Clermont        | 20   | New York City, New York |

### Bad Girls de Reemplazo
| Bad Girl                 | Edad | Procedencia                | Reemplazo de |
| ------------------------ | ---- | -------------------------- | ------------ |
| Jenna Charland           | 22   | Albany, New York           | Tina         |
| Beatrice "Ginger" Miller | 21   | Westchester, New York      | Shannon      |
| Amber Zadora             | 21   | Philadelphia, Pennsylvania | Shannade     |
| Alicia "Ally" Ramsdell   | 22   | Atlanta, Georgia           | Jelaminah    |

#### Duración De las Bad Girls
| Bad Girl | Episodios | Episodios | Episodios | Episodios | Episodios | Episodios | Episodios | Episodios | Episodios | Episodios |
| Bad Girl | 1         | 2         | 3         | 4         | 5         | 6         | 7         | 8         | 9         | 10        |
| -------- | --------- | --------- | --------- | --------- | --------- | --------- | --------- | --------- | --------- | --------- |
| Jasmine  |           |           |           |           |           |           |           |           |           |           |
| Kat      |           |           |           |           |           |           |           |           |           |           |
| Lauren   |           |           |           |           |           |           |           |           |           |           |
| Jenna    |           |           |           |           |           |           |           |           |           |           |
| Ginger   |           |           |           |           |           |           |           |           |           |           |
| Amber    |           |           |           |           |           |           |           |           |           |           |
| Ally     |           |           |           |           |           |           |           |           |           |           |
| Shannade |           |           |           |           |           |           |           |           |           |           |
| Shannon  |           |           |           |           |           |           |           |           |           |           |
| Jela     |           |           |           |           |           |           |           |           |           |           |
| Tina     |           |           |           |           |           |           |           |           |           |           |

Notas
     = "Bad Girl" aparece en este episodio.
     = "Bad Girl" llegan como reemplazo.
     = "Bad Girl" deja la casa voluntariamente.
     = "Bad Girl" es expulsada de la casa.

## Temporada 15 (2016)

### Bad Girls Originales
| Bad Girl                 | Edad | Procedencia               | Apodos                 |
| ------------------------ | ---- | ------------------------- | ---------------------- |
| Angela Babicz            | 25   | Clifton, Nueva Jersey     | The Competitive Cuties |
| Kristina Babicz          | 22   | Clifton, Nueva Jersey     | The Competitive Cuties |
| Annalisa "Anna" Giordano | 23   | Staten Island, Nueva York | The Staten Stunners    |
| Jessica Giordano         | 23   | Staten Island, Nueva York | The Staten Stunners    |
| Amber Thorne             | 26   | Houston, Texas            | The Sultry Sirens      |
| Asia Jeudy               | 24   | Brooklyn, Nueva York      | The Sultry Sirens      |
| Olivia "Liv" Adams       | 25   | Allentown, Pensilvania    | The Swanky Swindlers   |
| Diamond "Dime" Jiménez   | 25   | Harlem, Nueva York        | The Swanky Swindlers   |

### Bad Girls de Reemplazo
| Bad Girl            | Edad | Procedencia              | Apodo                    | Reemplazo de |
| ------------------- | ---- | ------------------------ | ------------------------ | ------------ |
| Amanda Hepperle     | 28   | Guttenberg, Nueva Jersey |                          | Annalisa     |
| Victoria Hepperle   | 28   | Guttenberg, Nueva Jersey |                          | Jessica      |
| Jaimee Wallace      | 22   | Miami, Florida           | The Queens of Twerkville | Amanda       |
| Jazmyn Wallace      | 21   | Miami, Florida           | The Queens of Twerkville | Amanda       |
| Allison Green       | 24   | Las Vegas, Nevada        | The Rock-N-Roll Barbies  | Victoria     |
| Melissa Green       | 27   | Las Vegas, Nevada        | The Rock-N-Roll Barbies  | Victoria     |
| Hanan Ibrahim       | 24   | Covina, California       | The Devious Divorcees    | Diamond      |
| Suha "Susu" Ibrahim | 26   | Covina, California       | The Devious Divorcees    | Olivia       |

#### Duración De las Bad Girls
| Bad Girl | Episodios | Episodios | Episodios | Episodios | Episodios | Episodios | Episodios | Episodios | Episodios | Episodios |
| Bad Girl | 1         | 2         | 3         | 4         | 5         | 6         | 7         | 8         | 9         | 10        |
| -------- | --------- | --------- | --------- | --------- | --------- | --------- | --------- | --------- | --------- | --------- |
| Amber    |           |           |           |           |           |           |           |           |           |           |
| Asia     |           |           |           |           |           |           |           |           |           |           |
| Kristina |           |           |           |           |           |           |           |           |           |           |
| Jaimee   |           |           |           |           |           |           |           |           |           |           |
| Jazmyn   |           |           |           |           |           |           |           |           |           |           |
| Hanan    |           |           |           |           |           |           |           |           |           |           |
| Suha     |           |           |           |           |           |           |           |           |           |           |
| Allison  |           |           |           |           |           |           |           |           |           |           |
| Melissa  |           |           |           |           |           |           |           |           |           |           |
| Angela   |           |           |           |           |           |           |           |           |           |           |
| Diamond  |           |           |           |           |           |           |           |           |           |           |
| Olivia   |           |           |           |           |           |           |           |           |           |           |
| Amanda   |           |           |           |           |           |           |           |           |           |           |
| Victoria |           |           |           |           |           |           |           |           |           |           |
| Annalisa |           |           |           |           |           |           |           |           |           |           |
| Jessica  |           |           |           |           |           |           |           |           |           |           |

Notas
     = "Bad Girl" aparece en este episodio.
     = "Bad" Girl" aparece en este episodio como visita.
     = "Bad Girl" llegan como reemplazo.
     = "Bad Girl" llegan como reemplazo y dejan la casa en el mismo episodio.
     = "Bad Girl" deja la casa voluntariamente.
     = "Bad Girl" es expulsada de la casa.

## Temporada 16 (2016)

### Bad Girls Originales
| Bad Girl                       | Edad | Procedencia                |
| ------------------------------ | ---- | -------------------------- |
| Adryan "Ryan" Jones            | 23   | Philadelphia, Pennsylvania |
| Brynesha Seegers               | 22   | Washington D.C             |
| Elliadria "Persuasian" Griffin | 25   | Dallas, Texas              |
| Kaila "Winter" Wilkey          | 22   | Los Angeles, California    |
| Kailie Lima                    | 21   | Boston, Massachusetts      |
| Tabatha "Dreamdoll" Robinson   | 23   | Bronx, New York            |
| Zee Carrino                    | 24   | San Jose, California       |

### Bad Girls de Reemplazo
| Bad Girl              | Edad | Procedencia        | Reemplazo de |
| --------------------- | ---- | ------------------ | ------------ |
| Stephanie Tejada      | 27   | Orlando, Florida   | Tabatha      |
| Kandyce "Kandy" Hogan | 24   | Chicago, Illinois  | Elliadria    |
| Kabrina Nashayé       | 23   | Chicago, Illinois  | Kailie       |
| Tiara Nicole          | 26   | Memphis, Tennessee | Kaila        |

#### Duración De las Bad Girls
| Bad Girl   | Episodios | Episodios | Episodios | Episodios | Episodios | Episodios | Episodios | Episodios | Episodios | Episodios |
| Bad Girl   | 1         | 2         | 3         | 4         | 5         | 6         | 7         | 8         | 9         | 10        |
| ---------- | --------- | --------- | --------- | --------- | --------- | --------- | --------- | --------- | --------- | --------- |
| Zee        |           |           |           |           |           |           |           |           |           |           |
| Stephanie  |           |           |           |           |           |           |           |           |           |           |
| Kandy      |           |           |           |           |           |           |           |           |           |           |
| Kabrina    |           |           |           |           |           |           |           |           |           |           |
| Tiara      |           |           |           |           |           |           |           |           |           |           |
| Brynesha   |           |           |           |           |           |           |           |           |           |           |
| Adryan     |           |           |           |           |           |           |           |           |           |           |
| Winter     |           |           |           |           |           |           |           |           |           |           |
| Kailie     |           |           |           |           |           |           |           |           |           |           |
| Persuasian |           |           |           |           |           |           |           |           |           |           |
| Dreamdoll  |           |           |           |           |           |           |           |           |           |           |

Notas
     = "Bad Girl" aparece en este episodio.
     = "Bad Girl" llegan como reemplazo.
     = "Bad Girl" deja la casa voluntariamente.
     = "Bad Girl" es expulsada de la casa.

## Premios
| Año  | Entrega de premios           | Premios                               | Resultados |
| ---- | ---------------------------- | ------------------------------------- | ---------- |
| 2011 | Village Entertainment Awards | Favorite Reality-Show Guilty Pleasure | Nominado   |